# Marcipalina melanoconia
Marcipalina melanoconia är en fjärilsart som beskrevs av George Francis Hampson 1926. Marcipalina melanoconia ingår i släktet Marcipalina och familjen nattflyn. Inga underarter finns listade i Catalogue of Life.